# یاپ استام
یاکوب «یاپ» استام
 (هلندی: Jakob "Jaap" Stam؛ زادهٔ ۱۷ ژوئیهٔ ۱۹۷۲) بازیکن فوتبال پیشین و سرمربی فوتبال کنونی اهل هلند است. وی بیشتر دوران فوتبال خود را در منچستر یونایتد گذرانده‌است و یکی از اسطوره های این باشگاه به حساب می‌آید.
همچنین او دو بار در فصول ۱۹۹۸–۱۹۹۹ و ۱۹۹۹–۲۰۰۰ به عنوان بهترین مدافع رقابت‌های لیگ قهرمانان اروپا انتخاب شد.